# Franja rural-urbana
Franja rural-urbana é o crescimento periférico  onde os usos urbanos e agrícolas do solo se fundem, formando uma zona de transição entre a cidade e o campo, Já a franja Urbana é Particularmente em volta do núcleo central, mais ou menos cheio de atividade e despovoado de residências, desenha-se uma enorme franja periférica, relativamente estruturada e equipada , que se desfez por vezes muito longe, no campo.
''O espaço pelo qual a cidade se expande à medida que o processo de dispersão se desenrola, esteve na origem do que se denomina por “franja urbana-rural”. A área localizada apresenta-se, desta forma, como portadora de um conjunto de características distintas, já que apenas parte do seu espaço foi identificado,  pelo crescimento urbano, o restante é apego ao  espaço rural.''
Este processo pode resultar na desigualdade social, que se traduz em um espaço em que coexistem mudanças sócio culturais e de transições rural/urbano constantes; os “novos” moradores que apresentam valores e atitudes urbanas, os moradores rurais, cujo modo de vida é influenciado, em maior ou menor graus, pelo modo de vida dos recém-chegados.
A franja é caracterizada por ser uma área de transição, cujas regras para o uso do solo ainda estão "indeterminadas" : “... é caracterizada por uma grande heterogeneidade de usos do solo, que vão desde as antigas e intocadas vilas rurais às urbanizações modernas”.
Compreendido no fim dos anos 30 e inicio do 40 na Inglaterra, o periurbano se define, sob duas formas: rural fringe e urban fringe, sendo a diferenciação feita com base em fundamentos estatísticos. A área que a agricultura domina, classifica-se  como “Franja Rural”, a área com mais de 50% de uso urbano sobre a área total, merece a denominação de “Franja Urbana”.
A franja rural-urbana se estabelece enquanto a zona de transição de usos do solo e características sócio demográficas,  que se encontra entre: as áreas apertadas, entre as áreas urbanas e suburbanas da cidade central, e a hinterlândia rural, caracterizada pela falta quase completa de serviços públicos, zoneamento desordenado, extensão em áreas, e aumento real e potencial da densidade populacional dos distritos rurais circundantes (contudo, menor ao da cidade central).
Estas características,  podem se diferenciar setorialmente e se modificar com o tempo. Ou seja:
- Uma franja urbana, que se caracteriza por uma maior densidade, maior ritmo de crescimento demográfico e maior ritmo das transformações do solo rural em urbano; [3]

- Uma franja rural, contígua à franja urbana, que se caracteriza por permanências, quer sejam econômicas, quer sejam políticas, que oferecem resistências às transformações mais diretas da urbanização.[3]

As paisagens urbanas são complexas e muitas das vezes difíceis de se classificar.
A criação de um grau de variação urbano baseados em dados com valores muito altos, demonstra a vantagem de estabelecer uma forma relativamente acessível de criar e compreender as alterações na franja urbana-rural.
Já nas zonas rurais, permite cativar a localização e comprimento das alterações que ocorrem à medida que as mesmas tomam uma natureza mais urbana.  